# Niklas Larsen
Niklas Larsen, född den 22 mars 1997 i Slagelse, är en dansk tävlingscyklist.
Han tog OS-brons i lagförföljelse i samband med de olympiska tävlingarna i cykelsport 2016 i Rio de Janeiro.
Larsen blev totalsegrare i PostNord Danmark Rundt 2019 och vann även loppets tredje etapp. Vid OS 2024 tog han brons i madison.